# Un drame chez les fantoches
Pour plus de détails, voir Fiche technique et Distribution.
Un drame chez les fantoches  est un dessin animé français réalisé par Émile Cohl, et sorti en 1908. 

## Synopsis
Un homme vient sonner à la porte de sa bien-aimée. Comme le cordon se casse, il tape à la fenêtre, mais il reçoit un baquet d'eau lancé par la femme, qui est avec un amant. Il monte par la fenêtre et chasse les deux personnes. L'amant ôte involontairement la robe de la femme. Un agent de police lui offre sa capeline pour la couvrir. Un membre du gouvernement le décore d'une médaille pour son acte. L'homme jaloux aiguise un couteau sur une meule qu'il a fait sortir d'un paravent. Il s'apprête à tuer la femme quand un serpent l'agrippe par la main. Le policier vient à passer : il l'arrête en faisant apparaître un vrai « panier à salade » géant autour de lui (« panier à salade » étant un terme argotique qui désignait déjà le fourgon cellulaire). Le décor se transforme pour devenir une geôle dans laquelle se morfond l'homme jaloux. Il s'échappe en faisant une pyramide d'objets pour rejoindre la fenêtre, la passe et descend par une échelle de corde. Il rencontre alors son rival et une bagarre féroce s'engage. La femme les découvre tous les deux inanimés. D'abord horrifiée, elle pleure puis (avec le temps ?) en prend son parti, danse et fait même une écharpe des deux cadavres ! Arrive le policier... elle se débarasse de « l'écharpe » et pleure à nouveau puis repousse les restes des hommes... qui renaissent ! Comme elle et le policier tombent amoureux, les deux autres hommes acceptent le fait. Tous les quatre en ligne font face au public et saluent comme au théâtre. Ils resserrent le rang jusqu'à former un gros point blanc. Ce dernier devient un cercle qui grandit jusqu'à avoir la taille du logo du producteur Léon Gaumont, qui prend alors sa place. 

## Fiche technique
Source IMDb
- Titre : Un drame chez les fantoches
- Autre titre (anglais) : A Love Affair in Toyland
- Réalisation : Émile Cohl
- Sociétés de production et de distribution : 
  - France : Société des Établissements L. Gaumont (cinéma, 1908)
  - États-Unis : Kleine Optical Company (cinéma, 1908)
- Pays de production : France
- Format : Muet - Noir et blanc - 1,33:1 - 35 mm - Procédé cinématographique : sphérique
- Métrage : 75 mètres
- Durée : 4 minutes
- Genre : court métrage de dessin animé comique
- Dates de sortie :
  - France : 1908
  - États-Unis : novembre 1908
  - Italie : août 1938 (Mostra de Venise)